# Sprachkontakt
Sprachkontakt ist ein Fachausdruck aus der Sprachwissenschaft und bezeichnet das Aufeinandertreffen von zwei oder mehreren Einzelsprachen oder sprachlichen Varietäten entweder auf kollektiver Ebene (Sprechergemeinschaft) oder auf individueller Ebene (einzelner Sprachbenutzer). Daraus resultierende Phänomene können Veränderungen in Wortschatz, Grammatik oder Lautstand der beteiligten Sprachen insgesamt sein, oder, im Verhalten individueller Sprecher, Äußerungen, in denen verschiedene Sprachen vermischt oder kurz hintereinander benutzt werden: Code-Switching und Code-Mixing.

## Formen und Erklärungen des Sprachkontakts

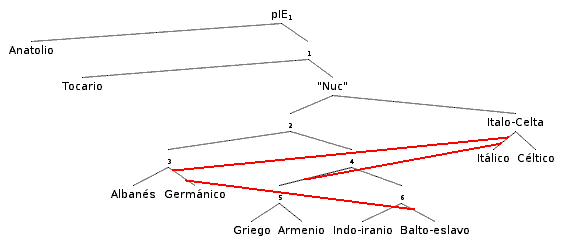
Netzwerk der vermuteten Verwandtschaftsbeziehungen als Beispiel, innerhalb der indogermanischen Sprachfamilie. Die roten Linien deuten den Sprachkontakt innerhalb der Sprachgruppen zueinander an.

Bei Betrachtung des Sprachkontaktes auf der individuellen Seite werden die dabei auftretenden Phänomene aus psycholinguistischer Sicht beschrieben. Sprachkontakt sieht man dabei als Zustand, in dem „zwei oder mehrere Sprachen von ein und demselben Individuum abwechselnd gebraucht werden“ (Weinreich, 1953). Aus der Sicht der Sprechergemeinschaft hingegen wird das Phänomen unter soziolinguistischen Aspekten betrachtet. Kontakt zwischen Sprachen besteht dabei dann, „wenn sie in derselben Gruppe gebraucht werden“ (Riehl, 2004). In beiden Fällen spielt also der Begriff des Bilingualismus eine zentrale Rolle, und in der Praxis stehen die beiden Ebenen in engem Zusammenhang, sodass im Einzelfall oft nicht eindeutig entschieden werden kann, in welchem Maße psychologische und soziologische Faktoren für Kontaktphänomene verantwortlich sind.
Da Menschen stets in Bewegung sind, ist anzunehmen, dass Sprachkontakt zu allen Zeiten und in allen geographischen Räumen stattfindet. Der prototypische Fall von Sprachkontakt ist der, welcher bei geographischer Nähe zwischen zwei Sprachgemeinschaften entsteht. Aber auch Migration, Handel, Tourismus und Fremdsprachenunterricht sind Bedingungen, die Sprachkontakt fördern und auf die Vielschichtigkeit dieses Bereiches hindeuten.
Von Interesse sind bei der Untersuchung von Sprachkontaktfolgen hauptsächlich zwei Phänomene: sprachliche Interferenzen, das heißt die Einflüsse einer Sprache auf eine andere, und sprachliche Integrationen, also die Ergebnisse der Einflüsse in der aufnehmenden Sprache. Besonders augenfällig ist dabei die Ebene des Wortschatzes, auf der Entlehnungen (Fremdwörter, Lehnwörter, Lehnübersetzungen usw.) ein vorrangiges Untersuchungsgebiet darstellen. Interferenz- und Integrationserscheinungen gibt es allerdings auf allen Sprachebenen, also auch etwa im Bereich der Grammatik oder der Pragmatik.
Unterschiedliche Sprachen und Varietäten haben unterschiedliches Prestige. (So sind beispielsweise Dialekte weniger angesehen als „Hochsprachen“, und als Fremdsprache hat im Augenblick – gerade auch hinsichtlich der Fächerwahl in der Schule – Englisch ein höheres Prestige als etwa Russisch.) Wenn in einer Sprachkontaktsituation eine der beteiligten Sprachen ein höheres Prestige hat als die andere, kann dies auf individueller Ebene zum Sprachwechsel (z. B. Code-Switching) führen, was bedeutet, dass die ursprüngliche Sprache, meist die Muttersprache, zugunsten der zweiten aufgegeben wird. Der Sprachwechsel tritt besonders dann auf, wenn eine der Sprachgruppen politisch oder wirtschaftlich dominant ist. Die dominante Sprache wird dann meist auch von den Sprechern der nichtdominanten Sprachgruppe als Verwaltungs- oder Wirtschaftssprache benutzt und dringt später immer weiter in den alltäglichen Sprachgebrauch vor. Dies kann beispielsweise bei ethnischen Minderheiten zu einem sukzessiven Aufgeben ihrer eigenen Sprachen führen.
Als Folgen von Sprachkontakt auf der Ebene der Sprechergemeinschaft gelten etwa:
- die Ausbildung eines Sprachbundes, wie es etwa im Falle des Balkansprachbundes vorliegt;
- die Entstehung eines sogenannten Adstrats, Substrats oder Superstrats. Ein Beispiel dafür ist das Englisch in seiner heutigen Form, das von einer romanischen Sprache, dem Französischen, stark beeinflusst wurde;
- die Entstehung einer Pidgin-Sprache, die sich innerhalb einiger Generationen zu einer Kreolsprache weiterentwickeln kann.

Untersucht werden Sprachkontaktphänomene von der Kontaktlinguistik, einem benachbarten Gebiet der Kontrastiven Linguistik.